# Raimondas Rašpoliauskas
Raimondas Rašpoliauskas (Raymist) ist ein litauischer Musiker und Komponist.
Rašpoliauskas war Mitglied der Rockbands Bix, Lygiai lyja und Žuvys, der Gruppe für elektronische Musik Sweet Energy und des „rituellen Kollektivs“ 7B Orchestra. Er komponierte u. a. Musik zu Filmen von Vytautas V. Landsbergis (Liudvikas, Kai aš buvau partizanas) und Jurgas Ivanauskaitė (Šokis dykumoje), für Landesbergis' Musikalbum Sapnas und Schauspiel Sapnas. Er spielt selbst verschiedene indianische, indische, japanische und litauische Flöten. In seinen oft meditativen Kompositionen verwendet er neben asiatischen Streichinstrumenten wie Saz, Tambur und Koto auch natürliche Geräusche und Sythesizerklänge. In Zusammenarbeit mit Ryszard Latecki und der Gruppe SAULE entstand 2003 das Album Szawle.